# میشتورف
میشتورف (به آلمانی: Mistorf) یک شهر در آلمان است که در Rostock District واقع شده‌است. میشتورف ۶۷۱ نفر جمعیت دارد.